# Station Nietkowice
Station Nietkowice is een spoorwegstation in de Poolse plaats Nietkowice.